# Atlantic Förlags AB
Atlantic Förlags AB è stata una casa editrice svedese, una delle principali in ambito fumettistico nel paese negli anni ottanta e novanta.
Pubblicò il suo primo titolo nel 1977, quando rilevò qualche serie dalla concorrente Semic Press. L'anno successivo acquistò i diritti della pubblicazione dei fumetti Marvel Comics, che dovette però rivendere nel 1984 alla Semic.
Continuò quindi la pubblicazione di altre serie (basate su serie televisive, serie comiche, strip popolari come Galago e Arne Anka).
Nel 1994 venne rilevata dalla casa editrice Medströmsförlagen AB.
Nel 2000 chiuse, e cedette i diritti delle sue serie a Egmont Serieförlaget.